# Selchenbach
Selchenbach là một đô thị ở huyện Kusel, bang Rheinland-Pfalz, phía tây nước Đức. Đô thị Selchenbach có diện tích 4,8 km².